# Charles Lefebvre
Pour les articles homonymes, voir Charles Lefebvre (homonymie) et Lefebvre.
Charles Édouard Lefebvre, né à Paris le 19 juin 1843  et mort à Aix-les-Bains le 8 septembre 1917, fils du peintre Charles Victor Eugène Lefebvre, est un compositeur français. 

## Biographie
Il étudie d'abord le droit, puis entre au Conservatoire de Paris dans la classe d'Ambroise Thomas.
Il a aussi travaillé avec Charles Gounod. En 1870, il obtient le grand prix de Rome pour sa cantate Le Jugement de Dieu. Après son séjour à la Villa Médicis, il fait plusieurs voyages dans le reste de l'Italie, en Grèce et en Turquie, nourrissant un goût prononcé pour l'Orient dont ses œuvres gardent la trace.
Il est récompensé deux fois du prix Chartier de l'Institut pour sa production de musique de chambre, en 1884 et 1892, et devient en 1895 professeur de la classe d'ensemble instrumental du Conservatoire de Paris, dirigée avant lui par Benjamin Godard. 
Il reçoit les Palmes académiques en 1888 (officier d'instruction, puis officier d'académie en 1897), est fait membre du conseil supérieur de l'Enseignement musical, et est nommé chevalier en 1896 puis officier en 1903 de la Légion d'honneur.
Charles Lefebvre a composé de très nombreuses œuvres de musique de chambre : sonates, duos, trios, quatuors; des symphonies, ouvertures, suites, mélodies ; un Psaume pour chœur et orchestre ; un drame lyrique : Judith, exécuté aux concerts Pasdeloup ; des oratorios : Dalila, Melka, Eloa, Ste.-Cécile, La Fille de Jephthe, La Messe du Fantôme, Toggenburg, toutes œuvres jouées aux Concerts Colonne. Parmi ses réalisations pour le théâtre se distinguent également Zaïre, Le Trésor et Djelma.

## Décorations
- Chevalier de la Légion d'honneur (1896).

## Œuvres
Malgré la notoriété dont Lefebvre a joui de son vivant, ses œuvres sont aujourd'hui très peu connues.

### Opéras
- Lucrèce (1877-78)
- Le Trésor, op. 53 (Angers 23 mars 1883)
- Zaïre, op. 66 (Lille, 3 décembre 1887)
- Djelma, (Paris, 25 mai 1894)
- Singoalla
- Judith, op. 31, drame biblique (Paris, 1879), sur un livret de Paul Collin

### Musique vocale
- Psaume XXIII, op. 25 (1871)
- Ici bas tous les lilas meurent, sur un poème de Sully Prudhomme, chanté par Marie Trélat (1874)[11]
- Villanelle, poème de Théophile Gautier, chanté par Marie Trélat à la salle Pleyel en février (1874)[11]
- Melka, légende fantastique op. 53, sur un poème de Paul Collin (1880)
- Espoir, op. 54, chœur avec solo de soprano sur une poésie d'Édouard Guinand
- Eloa, op. 70, poème lyrique (1888)
- Chœur d'Esther op.74 pour voix de femmes avec accompagnement de piano, sur une poésie de Racine
- Les Anges gardiens, chœur pour voix de femmes avec solo et accompagnement de piano, op. 84
- Harmonie poétique, pour chant et piano, sur un poème de Lamartine, op. 85
- Isis, chœur pour voix de femmes avec solo et accompagnement de piano, op. 86
- Souvenir, mélodie avec accompagnement de piano, poésie d'Alfred de Musset, op. 88 (1892)
- Sainte Cécile, op. 99, pour voix soliste, chœur et orchestre (Paris, 1896)
- La Fille de Jephté, op. 120, poème lyrique (1908)
- La Messe du fantôme, op. 104, légende pour chant et orchestre
- Souffle des Bois (1895), trio vocal pour soprano, mezzo-soprano, ténor ou baryton et piano, sur une poésie d'Édouard Guinand

### Musique symphonique
- Symphonie en mi bémol (1874)[12]
- Symphonie en ré, op. 50 (1879)
- Ouverture dramatique, (Le Châtelet, 23 mars 1876)
- Dalila, op. 40, scènes pour orchestre (1er avril 1876)
- Une sérénade, op.65, scène pour orchestre (1884)
- Méditation, op.68, pour orgue, orchestre à cordes et deux hautbois
- Cortège villageois, op. 75, pour orchestre
- Prélude dramatique et entr'actes, op. 83
- Aubade, op. 93, pour orchestre
- Cortège nuptial, op. 112, pour orchestre
- Toggenburg, op. 113, ouverture (Paris, 1904)

### Musique de chambre
- Romance pour cor avec accompagnement de piano (ou d'orchestre), op. 30 n° 1
- Romance pour violon avec accompagnement de piano (ou d'orchestre), op. 30 n° 2
- Quatuor avec piano op. 42 (1876)
- Suite pour vents n° 1, op. 57 (quintette à vent)
- Suite pour instruments à cordes op. 59
- Deux Pièces pour flûte avec accompagnement de piano, op. 72
- Quintette pour piano et cordes, op. 50 bis, d'après la Symphonie en ré
- Quatuor à cordes n° 1, op. 80 (1890)
- Cantabile pour viole d'amour ou alto avec accompagnement de piano, op. 82
- Sonate pour piano et violoncelle op. 98 (1895)
- Deux Pièces pour hautbois avec accompagnement de piano, op. 102
- Andante pour violon avec accompagnement de piano, op. 103
- Caprice pour violon avec accompagnement de piano (ou d'orchestre), op. 106
- Caprice pour alto avec accompagnement de piano (ou d'orchestre), op. 106 bis
- Trio avec piano en ré mineur op. 110
- Suite pour piano et violon op. 116
- Andante et Choral pour harpe chromatique et orchestre (ou piano), op. 117
- Fantaisie-caprice pour clarinette avec accompagnement de piano, op.118
- Barcarolle pour violon avec accompagnement de piano, op.121
- Suite pour vents n° 2, op. 122 (sextuor)
- Quatuor à cordes n° 2, op. 124
- Intermezzo scherzando pour vents (sextuor) d'après le quatuor à cordes op. 80
- Ballade pour flûte, violoncelle et piano

### Musique instrumentale
- Marche pour le piano, op. 44 n° 1
- Romance sans paroles pour le piano, op. 44 n° 2
- Menuet pour le piano, op. 60
- Gavotte pour le piano, op. 87
- Ballade pour le piano, op. 93 n° 1
- Aubade pour le piano, op. 93 n° 2
- Romance sans paroles pour harpe, op. 94
- Impromptu pour le piano, op. 97
- Pièce pour le piano, op. 105
- Introduction et Allegretto pour harpe chromatique

## Discographie
- Portrait, avec le Trio avec piano en ré mineur op. 110, et une sélection de Mélodies, Jacqueline Laurin (soprano), Vincent Brunel (violon), Aude Pivôt (violoncelle), Laurent Martin (piano), Ligia Digital, 2018[13].